# Thomas MacKintosh
Thomas MacKintosh, noto anche come Tom MacKintosh (Wellington, 30 gennaio 1997), è un canottiere neozelandese, campione olimpico nell'otto a Tokyo 2020.

## Biografia
Ha rappresentato la Nuova Zelanda ai Giochi olimpici estivi di Tokyo 2020, dove ha vinto la medaglia d'oro nell'otto con i connazionali Hamish Bond, Tom Murray, Michael Brake, Dan Williamson, Phillip Wilson, Shaun Kirkham, Matt MacDonald e Sam Bosworth.
Ai mondiali di Belgrado 2023 è salito sul terzo gradino del podio nel singolo, dietro al tedesco Oliver Zeidler e all'olandese Simon van Dorp.

## Palmarès
- Giochi olimpici estivi

Tokyo 2020: oro nell'otto;
- Mondiali

Belgrado 2023: bronzo nel singolo;